# Comedy Central Deutschland
Comedy Central Deutschland (eigene Schreibweise: COMEDY CENTRAL Deutschland) ist der deutschsprachige Ableger des US-Comedykanals Comedy Central und Nachfolgesender von VIVA und VIVA Plus. Eigentümer ist Paramount International Networks. Als deutschlandweites Unterhaltungsprogramm mit dem Schwerpunkt Comedy ist Comedy Central Deutschland seit Januar 2007 auf Sendung. Neben deutschen Eigenproduktionen werden auch US-amerikanische, britische und kanadische Produktionen ausgestrahlt.

## Geschichte
Comedy Central Deutschland wurde von der Landesanstalt für Medien Nordrhein-Westfalen (LfM), die auch aufsichtsführende Landesmedienanstalt für den Kanal ist, lizenziert. Bereits am 24. November 2006 wurde die Lizenz des bislang musikorientierten Spartenprogramms VIVA Plus in das Unterhaltungsprogramm Comedy Central geändert. Mit Bescheid der LfM vom 19. November 2004 erhielt Comedy Central eine Lizenz für die Dauer bis 20. März 2010.
Viacom versuchte zunächst, den Sender eigenständig und als 24-Stunden-Programm zu etablieren. Vom 15. Dezember 2008 bis 30. September 2014 teilte sich Comedy Central die Sendefrequenz mit dem Schwesterprogramm Nickelodeon und sendete daher nur noch zwischen 20:15 und 5:45 Uhr. Viacom veranstaltete bereits von 2005 bis 2006 ein identisch konzipiertes Programmfenster namens NICK Comedy, welches zugunsten von Comedy Central Deutschland eingestellt wurde.
Im Oktober 2007 kooperierte der Sender mit der Internetseite autsch.de. Bis zum 1. Januar 2009 erfolgte eine Simulcast-Übertragung des Programms auf der bisherigen und auf der Nick-Frequenz. Anschließend wurde bis zum 17. Januar 2009 auf dem alten Sendeplatz ein alternatives Programmschema verbreitet, bevor es für kurze Zeit durch eine Schleife mit Programmhinweisen ersetzt wurde. In dieser Zeit waren die Kabelnetzbetreiber in der Lage, die Frequenzen zugunsten des neuen Mischprogramms neu zu koordinieren. In einigen Kabelnetzen wurde der alte Kanal am 28. Januar 2009 abgeschaltet.
Vom 25. Juli 2009 bis zum 13. Oktober 2010 hatte Comedy Central den Claim TV und Lustig. Danach wurde dieser in Enjoy Daily geändert. Seit dem Wechsel auf das neue Design im Oktober 2011 wurde kein zusätzlicher Claim mehr verwendet. Seit Oktober 2017 wird wieder der Claim Wir machen’s lustig. verwendet.
Seit dem 1. März 2010 sendet Comedy Central Deutschland nur noch im Bildformat 16:9, mit Ausnahme von Sendungen, die in 4:3 produziert wurden bzw. werden (American Dad, Roseanne, Comedy Street, Genial Daneben usw.)
Zum 1. Oktober 2011 wurde das Senderdesign dem neuen international verwendeten Design von Comedy Central angepasst.
Anfang 2012 wurde das Bild-Format alter 4:3-Sendungen angepasst, diese werden – wie von Anfang an auf der HD-Fassung – auf das Format 14:9 hochskaliert (mittlerweile auf 16:9), wodurch am oberen und unteren Bildrand Bildanteile verloren gehen.
Seit Mitte 2012 wird zusätzlich von Sendungen oft der Vorspann ausgelassen, die Sendezeit einer Sendung hat sich dadurch jedoch nicht geändert, es wurde die Länge der Werbeblöcke vergrößert.
Vom 8. September 2014 bis zum 30. September 2015 startete Comedy Central sein Programm bereits um 17:00 Uhr, in der Zeit zwischen 6:00 Uhr und 17:00 Uhr war das Programm von VIVA zu sehen. Bis zum 21. September 2014 erfolgte eine Simulcast-Übertragung des Programms auf der bisherigen und auf der VIVA-Frequenz. Vom 22. September bis 30. September 2014 wurde auf der Nickelodeon-Frequenz eine Schleife mit Programmhinweisen gesendet.
Vom 1. Oktober 2015 bis 31. Dezember 2018 sendete Comedy Central von 14:00 Uhr bis 2:00 Uhr und daher 1 Stunde weniger als bisher. Zwischen 2:00 Uhr und 14:00 Uhr strahlte VIVA sein Programm aus.
Seit 31. Dezember 2018 um 14:00 Uhr sendet Comedy Central wieder 24 Stunden am Tag. Im Gegenzug wurde VIVA eingestellt.

## Sendezeiten
Im Gegensatz zum Schwestersender Nickelodeon variierten die Sendezeiten von Comedy Central über die Jahre nicht allzu stark. Allerdings gibt es auch hier verschiedene Sendezeiten. Folgend eine Übersicht über die jeweiligen Sendezeiten.
|                                                                    | 06:00 Uhr                  | 14:00 Uhr                  | 17:00 Uhr                  | 20:15 Uhr                  | 02:00 Uhr                  | 05:45 Uhr                  |
| ------------------------------------------------------------------ | -------------------------- | -------------------------- | -------------------------- | -------------------------- | -------------------------- | -------------------------- |
| 15. Januar 2007 bis Ende Januar 2009                               | Comedy Central Deutschland | Comedy Central Deutschland | Comedy Central Deutschland | Comedy Central Deutschland | Comedy Central Deutschland | Comedy Central Deutschland |
| 15. Dezember 2008 bis 30. März 2010 (Frequenzwechsel zu NICK)      | Nick Deutschland           | Nick Deutschland           | Nick Deutschland           | Comedy Central Deutschland | Comedy Central Deutschland | Nick Deutschland           |
| 31. März 2010 bis 30. September 2014                               | Nickelodeon Deutschland    | Nickelodeon Deutschland    | Nickelodeon Deutschland    | Comedy Central Deutschland | Comedy Central Deutschland | Nickelodeon Deutschland    |
| 8. September 2014 bis 30. September 2015 (Frequenzwechsel zu VIVA) | VIVA Deutschland           | VIVA Deutschland           | Comedy Central Deutschland | Comedy Central Deutschland | Comedy Central Deutschland | Comedy Central Deutschland |
| 1. Oktober 2015 bis 31. Dezember 2018                              | VIVA Deutschland           | Comedy Central Deutschland | Comedy Central Deutschland | Comedy Central Deutschland | VIVA Deutschland           | VIVA Deutschland           |
| seit 1. Januar 2019                                                | Comedy Central Deutschland | Comedy Central Deutschland | Comedy Central Deutschland | Comedy Central Deutschland | Comedy Central Deutschland | Comedy Central Deutschland |

## Comedy Central +1

Logo von Comedy Central +1 Deutschland

Seit 1. März 2021 wird auf dem ehemaligen Sendeplatz von MTV+ Germany eine Timeshift-Version von Comedy Central unter dem Namen Comedy Central +1 gesendet, welches folglich zwischen 20:15 Uhr und 01:00 Uhr zu sehen ist. Comedy Central +1 zeigt das reguläre Comedy Central-Programm um eine Stunde zeitverzögert.
Comedy Central +1 sendet von 20:15 Uhr bis 01:00 Uhr, den Rest des Tages wird auf der gleichen Frequenz Nickelodeon Deutschland ausgestrahlt.
|                                    | 00:00 Uhr         | 01:00 Uhr   | 20:15 Uhr         |
| ---------------------------------- | ----------------- | ----------- | ----------------- |
| Von 1. März 2021 bis 31. Juli 2023 | Comedy Central +1 | Nick        | Comedy Central +1 |
| Seit 1. August 2023                | Comedy Central +1 | Nickelodeon | Comedy Central +1 |

## Logos

Variation des Comedy-Central-Logos bis 31. Dezember 2018
Variation des Comedy-Central-HD-Logos bis 31. Dezember 2018
Das neue Comedy Central Logo seit 1. Januar 2019
Das neue Comedy Central HD Logo seit 1. Januar 2019

## Sendungen
Eigenproduktionen:
- Die 100 allerdümmsten Clips der Welt
- Badesalz
- CC:N – Comedy Central News
- C-Cup
- Der Comedy Sketch-Mix
- Die Dümmsten…
- Fat For Fun
- Frag den Lippe
- Hot Spots
- Join the Club
- Kargar trifft den Nagel
- Mundstuhl
- NightWash – Stand-up-Show, bei der Kabarettisten ihr eigenes Programm aufführen können. Die Sendung lief bis 2006 im WDR Fernsehen. Moderator ist Klaus-Jürgen Deuser.
- Para-Comedy
- Roast Battle
- Schmidt Comedy Show (aus dem Schmidt-Theater in Hamburg)
- Standup 3000
- Total lustig – Die besten Clips mit Ruth Moschner
- u. A. w. g. – um Antwort wird gebeten
- ulmen.tv

## Empfang
Comedy Central wird via Astra 19,2° Ost (auf 11.973 MHz vertikal) und Eutelsat 9A (auf 11.785 MHz horizontal) digital ausgestrahlt. Außerdem ist es jeweils digital in den Kabelnetzen von Vodafone Deutschland, Pÿur und Kabelsignal Austria zu empfangen; in einigen Kabelnetzen dazu auch analog.
Comedy Central via Breitbandinternet:
- Empfang über T-Home und Alice Home TV.
- Empfang über A1 Kabel TV
- Empfang über waipu.tv
- Empfang über Zattoo

Comedy Central via DVB-T2 HD:
- Empfang über Freenet TV connect

## Design
Vom 15. Januar 2007 bis zum 21. Juli 2008 präsentierte sich Comedy Central mit einem schwarz-weiß transparenten Cornerlogo rechts oben in der Ecke. Die Trailer waren an ein durcheinander gewirbeltes Design des Senders, in dem die diese fast wie mit Graffitizügen wirkten, angelehnt. Zum 22. Juli 2008 wurde das Design des Senders überarbeitet.
Am 22. Juli 2008 stellte Comedy Central sein komplettes Design um. So wurde für jede Zielgruppe ein Logo benutzt:
Am 1. März 2010 stellte sich das Design auf 16:9 um, sodass alle Programmvorschauen nur noch in 16:9 gesendet werden. Anstelle des farblich angepassten Hintergrunds und Bildern der Protagonisten der Sendung wird seit dem 1. März ein Video aus der Sendung angespielt, was seitdem auch einen geringfügig größeren Teil des Bildes einnimmt. Das Logo selbst blieb unverändert.

Cornerlogo von 1. Oktober 2011 bis 31. Dezember 2018

Ab dem 14. Oktober 2010 präsentierte sich Comedy Central in einer 3D-Glas-Welt-Optik. Auf das mehrfarbige Cornerlogo wurde im Zuge dessen verzichtet und durch ein transparentes Cornerlogo in der linken oberen Ecke ersetzt. Auch die Titelmelodie wurde komplett ausgetauscht. Das Design und Logo wurden am 1. Oktober 2011 durch ein neues ersetzt, welches international verwendet wird.
Seit dem 1. Oktober 2011 sendete auch Comedy Central Deutschland mit dem neuen international verwendeten Design. Wie schon vorher bei Nickelodeon und MTV vollzogen, wurde nun auch für Comedy Central weltweit ein identisches Design eingeführt. Das neue Design war in 2D und sollte jünger wirken. Mit dem neuen Design erhielt der Sender auch ein neues Cornerlogo. Das Logo wurde neben den USA u. a. auch schon in Polen, Ungarn und Schweden verwendet. Die Niederlande erhielten, wie Deutschland, Österreich und die Schweiz, das neue Design zum 1. Oktober.
Seit dem 1. September 2014 sendete man bei Comedy Central mit neuem Design. Dabei wurde das Design von 2011 grundlegend überarbeitet, das Logo blieb als solches aber vorhanden. Zum gleichen Zeitpunkt begann man mit einer Einblende (rechts oben in der Ecke) über den Umzug auf die VIVA-Frequenz hinzuweisen.
Seit 1. Januar 2019 sendet Comedy Central mit einem neuen Logo und neuem Design, das von den USA adaptiert und schrittweise auf allen internationalen Kanälen eingeführt wurde.

## Marketing
Zum Sendestart im Januar 2007 warb der Comedy Central mit der Ausstrahlung ausländischer Serien, die erstmals in Deutschland ausgestrahlt wurden, z. B. Green Wing, Arrested Development. Auch Eigenproduktionen, wie U. A. w. g., unglaublicher Heinz oder Sendungen mit Badesalz und Mundstuhl zählten zum Repertoire.
Ab Ende April 2011 bewarb man den Sender mit einer großangelegten und eher außergewöhnlichen Werbekampagne. Um darauf aufmerksam zu machen, dass der Sender hochwertige Comedyware sende und keine Clowns, wurden Anzeigen mit dem Motto „keine Clowns“ in Zeitschriften geschaltet. In Fernsehwerbespots attackierten wütende, arbeitslose Clowns Mitarbeiter des Senders und in einer großen Demonstration zogen am 26. April 2011 100 Clowns durch Berlin und demonstrierten gegen den Sender, da sie dort nicht unterkommen würden.

## Marktanteil
| Jahr         | ab 3 Jahre |
| ------------ | ---------- |
| 2008         | 0,3 %      |
| 2009         | 0,3 %      |
| 2010         | 0,3 %      |
| 2011         | 0,4 %      |
| 2012         | 0,4 %      |
| 2013         | 0,3 %      |
| 2014         | 0,3 %      |
| 2015         | 0,4 %      |
| 2016         | 0,3 %      |
| 2017         | 0,4 %      |
| 2018         | 0,4 %      |
| 2019         | 0,4 %      |
| 2020         | 0,4 %      |
| 2021         | 0,3 %      |
| 2022         | 0,4 %      |
| 2023         | 0,4 %      |
| Durchschnitt | ≈00,36 %   |

Seit dem zweiten Sendejahr weist der Sender seine Einschaltquoten aus.
Bei allen Zuschauern blieben die Einschaltquoten durchaus auf einem konstanten Niveau, schwanken jedoch leicht zwischen 0,3 % und 0,4 %.

## Comedy Central HD

Das Logo von Comedy Central HD

Am 16. Mai 2011 ist die deutsche HD-Version von Comedy Central unter dem Namen Comedy Central HD im Entertain-Paket der Telekom und bei Vodafone TV gestartet.
Vom 1. Juni 2011 bis 30. September 2014 war der Sender auch via Satellit über HD+ zu empfangen.
Seit dem 25. November 2014 gibt es Comedy Central HD auch bei Vodafone Kabel Deutschland und seit dem 15. Januar 2015 auch auf Zattoo im HiQ-Paket. Bei Pÿur ist Comedy Central HD ebenfalls verfügbar.
Seit dem 1. März 2019 sendet Comedy Central wieder via Satellit bei HD+, Diveo & Freenet TV in HD und ersetzte die HD-Version von Nick.